# Bardistopus
Bardistopus  (лат.) — род мух-журчалок из подсемейства Microdontinae (Syrphidae). Соломоновы острова. 

## Описание
Мелкие мухи, длина тела 6—7 мм. Усики относительно длинные. Голова немного шире груди. Лицо выпуклое. Антенны длиннее расстояния между усиковой ямкой и передним краем рта. Постпронотум ровный. Брюшко овальное. Глаза самцов  разделённые на вершине (дихоптические). Крыловая жилка R2+3 сильно изогнута в базальной части.
- Bardistopus papuanum Mann, 1920
- Другие виды